# Stadio Modibo Keïta
Lo stadio Modibo Keïta (in francese Stade omnisports Modibo-Keïta) è un impianto polisportivo della capitale maliana Bamako. Ha una capienza di 35.000 spettatori e ha ospitato ed è intitolato a Modibo Keïta, primo presidente del Mali indipendente.

## Storia
I lavori di costruzione sono iniziati il 12 giugno 1963 grazie a una cooperazione sovietico-maliana su mandato del presidente Modibo Keïta. È stato inaugurato il 2 dicembre 1967. È stato intitolato a Keïta il 4 luglio 1987.
Lo stadio ha ospitato un totale di sette partite durante la Coppa d'Africa 2002. È stato la sede principale del Gruppo D, ospitando cinque delle sei partite del gruppo, oltre a un quarto di finale e una semifinale.